# Ndembu
Ndembu – afrykańskie plemię zaliczane do ludów Bantu, zamieszkujące w Zambii. Zgodnie z badaniami belgijskiego naukowca i misjonarza, Placide Tempelsa, lud Ndembu ma kulturę i kosmologię podobną do ogólnobantuskiej, opartą na wierze w Najwyższą Istotę imieniem Nzambi. Ndembu posługują się językiem lunda.